# Moradabad
Moradabad là một thành phố và là nơi đặt hội đồng thành phố (municipal corporation) của quận Moradabad thuộc bang Uttar Pradesh, Ấn Độ.

## Địa lý
Moradabad có vị trí 28°50′B 78°47′Đ / 28,83°B 78,78°Đ Nó có độ cao trung bình là 186 mét (610 feet).

## Nhân khẩu
Theo điều tra dân số năm 2001 của Ấn Độ, Moradabad có dân số 641.240 người. Phái nam chiếm 53% tổng số dân và phái nữ chiếm 47%. Moradabad có tỷ lệ 52% biết đọc biết viết, thấp hơn tỷ lệ trung bình toàn quốc là 59,5%: tỷ lệ cho phái nam là 56%, và tỷ lệ cho phái nữ là 48%. Tại Moradabad, 15% dân số nhỏ hơn 6 tuổi.